# 이재인 (프로게이머)
이재인(1995년 10월 25일 ~ )은 대한민국의 전직 크레이지레이싱 카트라이더 프로게이머이다.

## 학력
- 2021년 한국폴리텍II대학 (전문학사)[1]

## 선수 시절
2012년, 넥슨 카트라이더 16차리그에 참가하면서 프로 커리어를 시작했다.
2020 시즌 2를 끝으로 은퇴했다.

## 소속팀
| # | 팀명              | 소속 기간               | 시즌            | 비고 |
| - | ----------------- | ----------------------- | --------------- | ---- |
| 1 | 유베이스 알스타즈 |                         | 배틀 로얄       |      |
| 2 | CJ레이싱          |                         | 에볼루션        |      |
| 3 | 스토머 레이싱     |                         | 듀얼 레이스 1   |      |
| 4 | 큐센 화이트       |                         | 듀얼 레이스 2   |      |
| 5 | 긱스타            | 2019.04.20 ~ 2020.05.20 | 2019-2 ~ 2020-1 |      |

## 수상 내역
- 넥슨 카트라이더 리그 배틀 로얄 우승 (유베이스 알스타즈)
- 2016 제8회 KeG 카트라이더 부문 3위
- 넥슨 카트라이더 리그 듀얼 레이스 팀전 3위
- 넥슨 카트라이더 리그 듀얼 레이스 시즌 2 팀전 우승 (큐센 화이트)

## 같이 보기
- 카트라이더 리그